# Arkys cornutus
Arkys cornutus là một loài nhện trong họ Araneidae.
Loài này thuộc chi Arkys. Arkys cornutus được Ludwig Carl Christian Koch miêu tả năm 1872.